# Zalaegerszegi TE FC
Der Zalaegerszegi Torna Egylet Football Club, oft kurz ZTE oder Zete genannt, ist ein ungarischer Fußballverein aus der Stadt Zalaegerszeg im Westen des Landes.

## Geschichte
Der 1920 gegründete Verein trägt seine Heimspiele in der ZTE-Arena aus, die ein Fassungsvermögen von 12.500 Zuschauern hat. Die Vereinsfarben des Klubs sind Blau und Weiß.
Er hatte zwischen 1934 und 1936 zwei Spielzeiten in der aus mehreren Klassen bestehenden 2. Liga absolviert, war dann aber ab dem Sommer 1939 inaktiv. Die Wiederbelebung erfolgte erst 18 Jahre später mit Hilfe zweier lokaler Klubs, die sich zusammengeschlossen hatten. 
1972 feierte Zalaegerszegi TE FC seine Premiere in der ersten ungarischen Liga, der Nemzeti Bajnokság I. und gehörte ihr in den folgenden 40 Jahren nahezu ohne Unterbrechung an. Lediglich Ende der 1980er, Anfang der 1990er Jahre musste sich der Verein vier Spielzeiten mit der 2. Liga begnügen. Der größte Erfolg seiner Geschichte ist der Gewinn der Ungarischen Fußballmeisterschaft von 2002.
In den vergangenen Jahren war der Vereinsname durch Sponsoren bestimmt, im Meisterjahr 2002 hieß der Klub Zalahús ZTE FC, nach einem Fleisch-Großhandel, danach nach einem Energiekonzern e.on-ZTE FC. Derzeit ist der Vereinsname werbefrei.
Sportlich setzte ZTE in der Champions-League-Qualifikation 2002/03 ein Ausrufezeichen, als im Hinspiel gegen Manchester United ein 1:0-Sieg gelang. Der eingewechselte Béla Koplárovics erreichte mit seinem Tor in der Nachspielzeit auf einen Schlag (zumindest landesweite) Berühmtheit. Im Rückspiel in England blieb der Erfolg jedoch aus, da Manchester United im Old Trafford mit 5:0 siegte.
Nach einer schwachen Saison stieg der Verein 2012 mit nur 13 Punkten und einem Sieg als abgeschlagener Tabellenletzter in die zweitklassige Nemzeti Bajnokság II ab.
In der Saison 2018/19 gelang dann der Aufstieg und damit die Rückkehr in die erste Liga Ungarns.

## Titel
- Ungarischer Meister: 2002
- Ungarischer Pokalsieger: 2023
- Ungarischer 2. Liga Meister: 2019

## Europapokalbilanz
| Saison  | Wettbewerb                    | Runde                  | Gegner            | Gesamt    | Hin     | Rück          |
| ------- | ----------------------------- | ---------------------- | ----------------- | --------- | ------- | ------------- |
| 2002/03 | UEFA Champions League         | 2. Qualifikationsrunde | NK Zagreb         | (a)2:2(a) | 1:0 (H) | 1:2 (A)       |
| 2002/03 | UEFA Champions League         | 3. Qualifikationsrunde | Manchester United | 1:5       | 1:0 (H) | 0:5 (A)       |
| 2002/03 | UEFA-Pokal                    | 1. Runde               | Dinamo Zagreb     | 1:9       | 0:6 (A) | 1:3 (H)       |
| 2007    | UEFA Intertoto Cup            | 2. Runde               | Rubin Kasan       | 0:5       | 0:3 (H) | 0:2 (A)       |
| 2010/11 | UEFA Europa League            | 1. Qualifikationsrunde | KF Tirana         | 0:1       | 0:0 (A) | 0:1 n. V. (H) |
| 2023/24 | UEFA Europa Conference League | 2. Qualifikationsrunde | NK Osijek         | 1:3       | 0:1 (A) | 1:2 (H)       |

Gesamtbilanz: 12 Spiele, 2 Siege, 1 Unentschieden, 9 Niederlagen, 5:25 Tore (Tordifferenz −20)

## Trainer
- Mihály Lantos (1980–1981)
- Gábor Boér (2023–)